# Provincia de Java Occidental
Java Occidental (indonesio: Jawa Barat) es la provincia más poblada de Indonesia, localizada en Java. Su capital es Bandung.

## Historia
Los hallazgos de asentamiento humano en la región fueron excavados en Anyer (la costa occidental de Java) con antecedentes de cultura neolítico con metalurgia de hierro y bronce atribuidos al primer milenio d. C. El Buni prehistórico (alfarería Bekasi) cerámica fue desarrollada ulteriormente con evidencias encontradas de Anyer a Cirebon. Algunos artefactos (datan de 400 aC — dC 100) que incluyen fuentes de bebida y otros alimentos encontradas como ofrendas mortuorias.
También existe evidencia arqueológica en el sitio arqueológico de Batujaya que data del siglo segundo, y de acuerdo al Dr. Tony Djubiantono, jefe de la Bandung Archeology Agency, Jiwa Temple en Batujaya, Karawang, Java occidental fue también construido por ese tiempo.
La historia registrada de la administración de Java occidental comienza desde la cuarta centuria con existencia del reino de Tarumanagara. Siete piedras inscritas en texto Wengi (usadas en el período Pallava) y en sánscrito describen la mayoría de los reinos de Tarumanagara.
Registros de la administración de Tarumanegara duraron hasta la sexta centuria, que coincide con el ataque de Srivijaya como se estableció en la inscripción de Kota Kapur (aC 686).
El reino de Sunda entonces asumió el poder de la región, con la referencia establecida en la inscripción de Kebon Kopi II (aC 932).
Un ulema conocido hoy día como Sunan Gunung Jati establecido en Banten Girang, con la intención de esparcir el mundo del islam en este pueblo aun pagano. En el intertanto, el Sultanato de Demak de Java central creció en una amenaza inmediata al reino de Sunda. Para defenderse contra tal ameneza, Prabu Surawisesa Jayaperkosa firmó un tratado (Tratado de Sunda Kalapa) con el Imperio portugués en 1512. En retribución, a los portugueses se los garantizo un permiso para construir fortalezas y casas de materiales en el área, como también un acuerdo de comercio con el reino. El primer tratado internacional con Java occidental y los europeos se conmemoró por la ubicación del monumento en piedra de Padrao en la rivera de Ciliwung River en 1522.
Aunque se había establecido un tratado de paz con los portugueses, este no podía hacerse efectivo. el puerto de Sunda Kalapa cayó bajo la alianza del Sultanato de Demak y el Sultanato de Cirebon (estados originales del reino de Sunda) en 1524 después que las tropas de Paletehan seudónimo Fadillah Khan habñian conquistado la ciudad. En 1524-1525, sus tropas bajo Sunan Gunung Jati también capturaron el puerto de Banten y establecieron el Sultanato de Banten que estaba afiliado con el Sultanato de Demak. La guerra entre el reino de Sunda con los sultanatos de Demak y de Cirebon entonces continuó por cinco años hasta el tratado de paz de 1531 entre el rey Surawisesa y Sunan Gunung Jati. Desde 1567 a 1579, bajo el último rey Raja Mulya, pseudónimo Prabu Surya Kencana, el eino de Sunda declinó esencialmente bajo la presión del Sultanato de Banten. Desde de 1576, el reino no pudo mantener su capital en Pakuan Pajajaran (Bogor actual) y gradualmente el Sultanato de Banten tomó la región original del reino de Sunda. El Sultanato de Mataram de Java central también capturó la región de Priangan, la parte sudeste del reino.
En el siglo sexto, las compañías comerciales Nederlands-Indië y la British East India establecieron sus barcos mercantes en Java occidental después de la caída del Sultanato de Banten. Durante los próximos trescientos años, Java occidental cayó bajo la administración de las Indias Orientales Neerlandesas. Java Barat fue declarada oficialmente provincia de Indonesia en 1950, como una disposición de la Staatblad número 378. El 17 de octubre de 2000, como parte de la política nacional de descentralización, Banten fue separado de Java Barat como una nueva provincia.

## Demografía e idioma
Java Occidental es la tierra nativa de la etnia sondanesa, que forma el grupo étnico más numeroso de Java Occidental, seguido por javaneses que migraron a la provincia hace varios siglos. Otros grupos étnicos como los minangkabau, batak, malay, madureses, balineses, amboneses y muchos otros indonesios que migraron a Java Occidental pueden ser fácilmente encontrados. Las áreas urbanas también tienen una población importante de indonesios chinos.
La población de Java Occidental era de 43.054.000 habitantes a mediados de 2010, la cual la hace la provincia más poblada de Indonesia, reuniendo al 18% de la población total. Aparte del distrito especial de Yakarta, es la provincia más densamente poblada del país con una media de 1.236 personas por km².
Además del indonesio, el idioma nacional oficial, el otro idioma ampliamente hablado en la provincia es el sondanés. En algunas áreas cercanas a las fronteras del sur con Java Central, el javanés también se habla. El principal idioma hablado en Cirebon y áreas cercanas (Majalengka, Indramayu, Sumber) es el cirebonés, un dialecto del javanés con influencias sondanesas.